# 1042
1042. је била проста година.

## Догађаји
- 8. јун — Краљ Хартакнут умире без наследника; Едвард Исповедник постаје краљ Енглеске.
- Владавина арапске династије Абадида у Севиљи у данашњој Шпанији (од 1023. до 1091).
- 7. октобар —  Битка код Бара (позната и као битка код Сутормана или битка на Туђемилском пољу)
- Битка код Клобука
- Битка код Сасиретија

## Смрти
- 8. јун — Хартакнут, краљ Данске и Енглеске
- Википедија:Непознат датум — Абад I, маварски краљ.